# François Sébastien de Croix de Clerfayt
François Sébastien de Croix de Clerfayt, belgijsko-avstrijski general, * 14. oktober 1733, † 21. julij 1798.
Med sedemletno vojno se je odlikoval, tako da je bil še ne tridesetleten povišan v polkovnika. Za zasluge med avstrijsko-turško vojno (1787–1791) je bil povišan v Feldzeugmaistra (10. novembra 1788) in za zasluge med francoskimi revolucionarnimi vojnami je bil povišan še v Feldmaršala (22. aprila 1795). Velja za drugega najbolj uspešnega avstrijskega poveljnika (za nadvojvodom Karlom) med francoskimi revolucionarnimi vojnami.